# 費爾港 (紐約州)
費爾港（英語：Fair Harbor）是位於美國紐約州薩福克縣的非建制地區。

## 歷史
費爾港的郵局於1927年設立，其後於1968年停運。

## 地理
費爾港所處的海拔為高於海平面1米（即3英呎），而該地所採用的時區為UTC-5，即北美东部时区（EST）。同時該地設有夏令時間，為UTC-5調快一小時，即UTC-4（EDT）。